# César (série télévisée)
Pour les articles homonymes, voir César.
César est une série télévisée jeunesse québécoise diffusée du 20 juin au 26 octobre 1959 à la Télévision de Radio-Canada.

## Synopsis
« Dans César, série de films muets. Olivier Guimond donnera le meilleur de lui-même en incarnant un petit bon homme pauvre et comiquement malheureux dans les trente-six métiers qu'il exercera et les trente-six misères qu'il vivra. »

## Fiche technique
- Scénarisation : Olivier Guimond
- Réalisation : Fernand Ippersiel, Paul Legault, Gilles Sénécal
- Société de production : Société Radio-Canada

## Distribution
- Olivier Guimond : César
- Raymond Lévesque : narrateur
- Cioni Carpi
- Paul Desmarteaux
- Hubert Fielden
- Guy L'Écuyer
- Claire Richard